# Sauda
Sauda è un comune norvegese della contea di Rogaland.

## Amministrazione

### Gemellaggi
- San Juan del Sur